# August Ehrenberg
August Ehrenberg, född 2 oktober 1875 i Andrarum i Kristianstads län, död 12 augusti 1945, var en svensk konstnär.
Ehrenberg studerade konst i Lund samt under studieresor till bland annat Danmark, Belgien och Frankrike. Han ställde ut separat på Blekinge museum i Karlskrona vid ett flertal tillfällen. Hans konst består av stadsmotiv och landskap från östra Skåne samt teckningar och illustrationer. Han gav 1945 ut boken Allmogen i Albo härad under 1800-talet som han själv illustrerade.
August Ehrenberg var gift med Ingrid Åkerlund (1881–1956). Makarna är begravda på Andrarums kyrkogård.